# Boukhanafis
Boukhanafis, également typographié Boukhanefis, est une commune de la wilaya de Sidi Bel Abbès en Algérie.

## Géographie

### Situation
| Lamtar | Sidi Khaled      | Sidi Khaled      |
| Lamtar | Boukhanefis      | Amarnas          |
| Tabia  | Sidi Ali Benyoub | Benachiba Chelia |

## Histoire
Boukhanafis a été créé en 1850 et approuvée en 1858 d'après le livre de Léon Bastide.

## Ouvrage histoire de l'Algérie de Léon Bastide
Localités de Touaitia et de Nouaoura rattachées à la commune d'Amarnas par décret exécutif du 7 septembre 1991 (JO N° 43 du 18/09/1991, p.1345).